# George Westermann

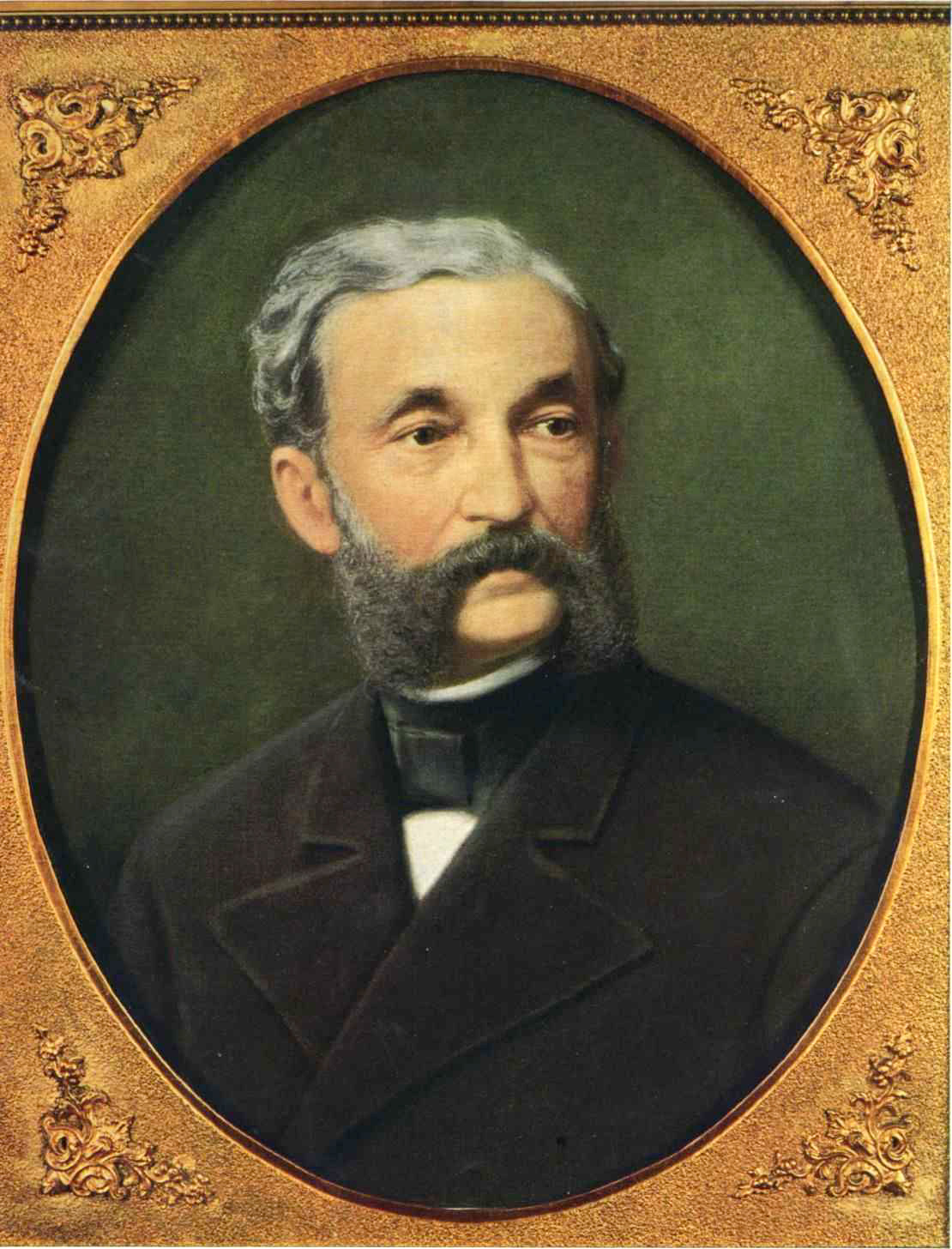
George Westermann

George Westermann (* 23. Februar 1810 in Leipzig als Georg Westermann; † 7. September 1879 in Wiesbaden) war ein deutscher Verleger und Gründer des noch heute in Braunschweig bestehenden und nach ihm benannten Verlages, der mittlerweile Teil der Westermann Gruppe ist.
Das Programm des Westermann-Verlags war bestimmt von geographischen Entdeckungen und den technisch-wissenschaftlichen Entwicklungen des 19. Jahrhunderts. Persönliche Kontakte zu englischen Autoren wie Charles Dickens machten den Verlag zudem zu einem wichtigen Kulturvermittler. Mit der Spezialisierung auf Wörterbücher, Reiseliteratur und kartografische Titel erhielt das Unternehmen sein Profil. Der 1853 als Schul-Atlas zum Unterricht in der Erdkunde begonnene und ab 1883 als Diercke Weltatlas weitergeführte Schulatlas ist das bis heute erfolgreichste von Westermann initiierte Verlagsprodukt. Im Kulturprogramm des Verlags gehörten Theodor Fontane, Hermann Hesse und Wilhelm Raabe zu den erfolgreichsten Autoren.

## Leben

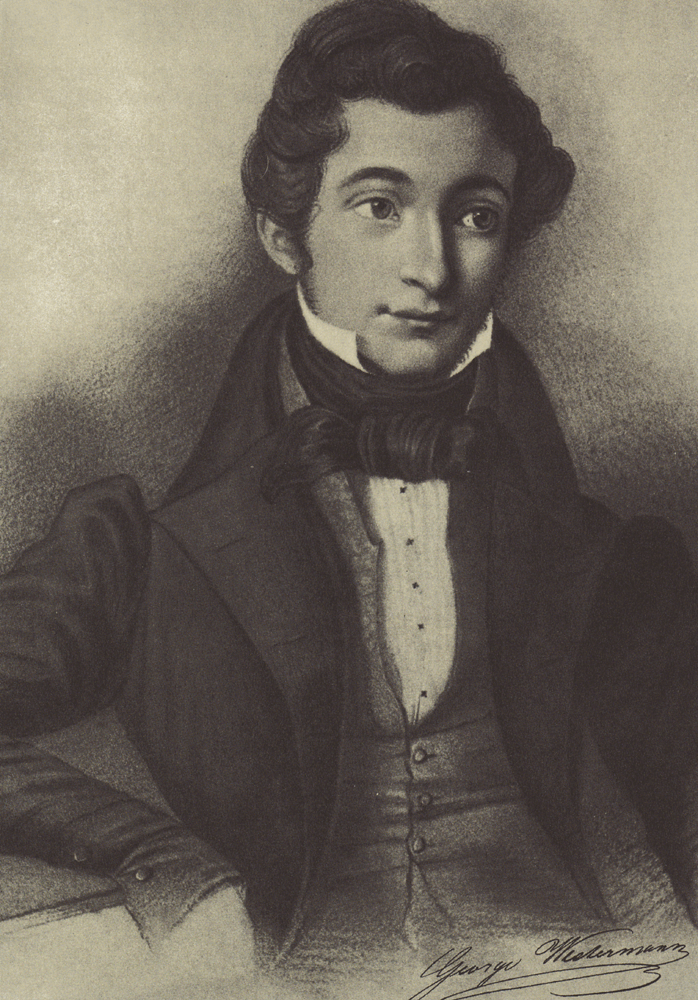
George Westermann vor 1838

### Frühe Jahre, Ausbildung und Wanderschaft
Georg Westermann wurde in Leipzig als Sohn des Goldschmiedemeisters Heinrich Christoph Carl Westermann (1777–1835) und dessen Frau, der Goldschmiedstochter Josepha Karoline Westermann geborene Schönkopf (1783–1868) geboren. Sein älterer Bruder Anton Westermann (1805–1869) wurde später Professor für Philologie, weitere Geschwister waren der früh verstorbene Emil (1805–1835), Carl (1807–1809; damit bei Georgs Geburt bereits verstorben), Sophie Helene (1812–1866) und Bernhard (1814–1889). Seine Schulausbildung absolvierte Georg am Humanistischen Gymnasium Albertina in Freiberg. 1827 reiste er auf Anraten des Leipziger Verlegers und Freundes seines Vaters Wilhelm Ambrosius Barth nach Braunschweig und wurde bei der dort ansässigen Schulbuchhandlung von Friedrich Vieweg als Lehrling eingestellt, kurz nachdem der spätere Reclam-Verleger Anton Philipp Reclam seine Ausbildung im Hause Vieweg beendet hatte. Vieweg selbst hatte 1786 in Berlin eine Verlagsbuchhandlung gegründet und war 1799 nach Braunschweig gekommen, wo er die Tochter Johann Heinrich Campes, Lotte, heiratete und dessen Buchhandlung übernahm. Westermann wurde als Lehrling auch in die Familie aufgenommen und lernte so Viewegs Tochter Blanca kennen, die er später heiratete. Er hatte sich bereits während seines Aufenthalts in das junge Mädchen verliebt, gestand dies dessen Eltern jedoch erst ein, nachdem er das Haus verlassen hatte. Den Gepflogenheiten der Zeit entsprechend, sperrte sich sein Lehrherr gegen die Entschuldigungen und brach den Kontakt zu Westermann ab, der fortan nur über dessen Frau Charlotte Vieweg und nach deren Tod über Luise Vieweg, die Ehefrau des Eduard Vieweg und damit die Schwiegertochter Viewegs mit der Familie in Verbindung stand.
Nach seiner vierjährigen Ausbildung und einem Jahr als Gehilfe ging Westermann mit einem erstklassigen Zeugnis auf Wanderschaft, um zunächst weitere Erfahrungen im Buchhandel zu machen. Seine erste Empfehlung führte ihn 1832 über Leipzig, wo er seine Eltern besuchte, nach Königsberg in die Buchhandlung der Gebrüder Bornträger. 1834 ging er nach Leipzig und arbeitete bei Wilhelm Ambrosius Barth, auch in der Hoffnung, sich hier selbstständig zu machen und Blanca Vieweg zu heiraten. 1835 bewarb er sich nach Hamburg um eine Gehilfenstelle, wurde jedoch von einer lebensbedrohlichen Krankheit zurückgeworfen. Georgs Vater starb am 18. August 1835; kurz danach ging Westermann nach Altona an der Elbe und trat in der Buchhandlung „Perthes und Besser“ eine Arbeitsstelle an. Nach dem Tod von Friedrich Vieweg am 25. Dezember 1835 übernahm dessen Sohn Eduard Vieweg die Buchhandlung. Westermann besuchte die Familie und wurde erfreut aufgenommen, wodurch es zur lang erwarteten Versöhnung zwischen ihm und der Familie Vieweg kam. Eine Hochzeit mit Blanca Vieweg blieb Westermann jedoch verwehrt, solange er keine berufliche Selbstständigkeit erlangt hatte.
1837 besuchte Westermann England, angezogen von dessen Führungsposition in den Bereichen Wirtschaft und Technik. Er besuchte Handelskontore, Häfen und Baumwollspinnereien sowie Bahnanlagen und änderte wegen seiner Begeisterung für die englische Kultur seinen Vornamen in „George“.

### Gründung und Aufbau der Verlagsbuchhandlung Westermann

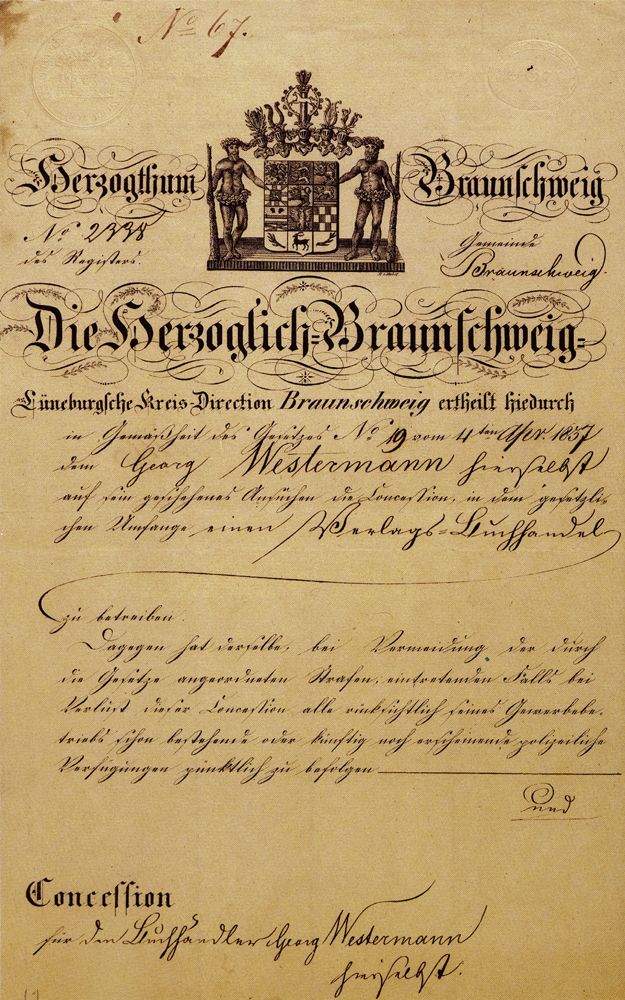
Konzession des Westermann-Verlages vom 21. Mai 1838

George & Bernhard Westermann Brothers: Ankündigung der Eröffnung der US-Niederlassung in New York vom 15. Juni 1849.

Nach dem Ende seiner Wanderjahre gründete George Westermann 1838 seine eigene Verlagsbuchhandlung in Braunschweig in einem Teil des Vieweg’schen Verlagshauses am Burgplatz und heiratete am 29. November 1838 Blanca Vieweg. Begünstigt wurde die Verlagsgründung durch die 1834 erfolgte Gründung des Deutschen Zollvereins und den damit einhergehenden Wegfall der innerdeutschen Grenzen des Deutschen Bundes. Zudem wuchs das Interesse des Bürgertums an Schriften aller Art und durch die rege Forschertätigkeit und die Entdeckungen der Zeit drängten Autoren auf die Veröffentlichung ihrer Erkenntnisse.

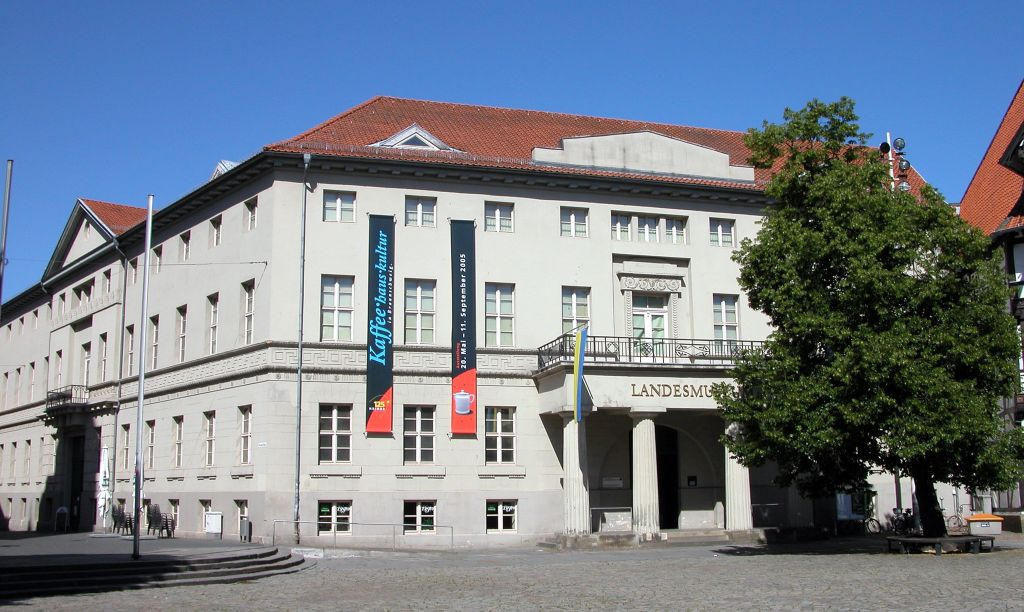
Das restaurierte Vieweg-Haus beherbergt heute das Braunschweigische Landesmuseum

Am 21. Mai 1838 wurde Westermann die Konzession durch die Herzogliche Kreisverwaltung in Braunschweig erteilt, am 1. Juni veröffentlichte er eine entsprechende Anzeige im Börsenblatt für den Deutschen Buchhandel. Seine Referenzen erhielt er durch die bereits etablierten Verleger Vieweg und Justus Perthes. Er begann mit einem Startkapital von 5.000 Reichstalern mit dem Aufbau seines Verlages in den Büroräumen im Vieweg’schen Verlagshaus. Zu seinen ersten Veröffentlichungen gehörte das Werk Leben und Abenteuer des Nicolaus Nickleby von Charles Dickens unter dem Pseudonym Boz. Westermann hatte Dickens auf seiner Englandreise kennengelernt und veröffentlichte seine übersetzten Werke gemeinsam mit anderen englischen Autoren wie Jonathan Swift und Henry Fielding in seiner erfolgreichen Klassischen Bibliothek der älteren Romandichter Englands mit 30 Bänden zwischen 1839 und 1842 sowie in zwölf Bänden der Neuen Roman-Bibliothek des Auslands.

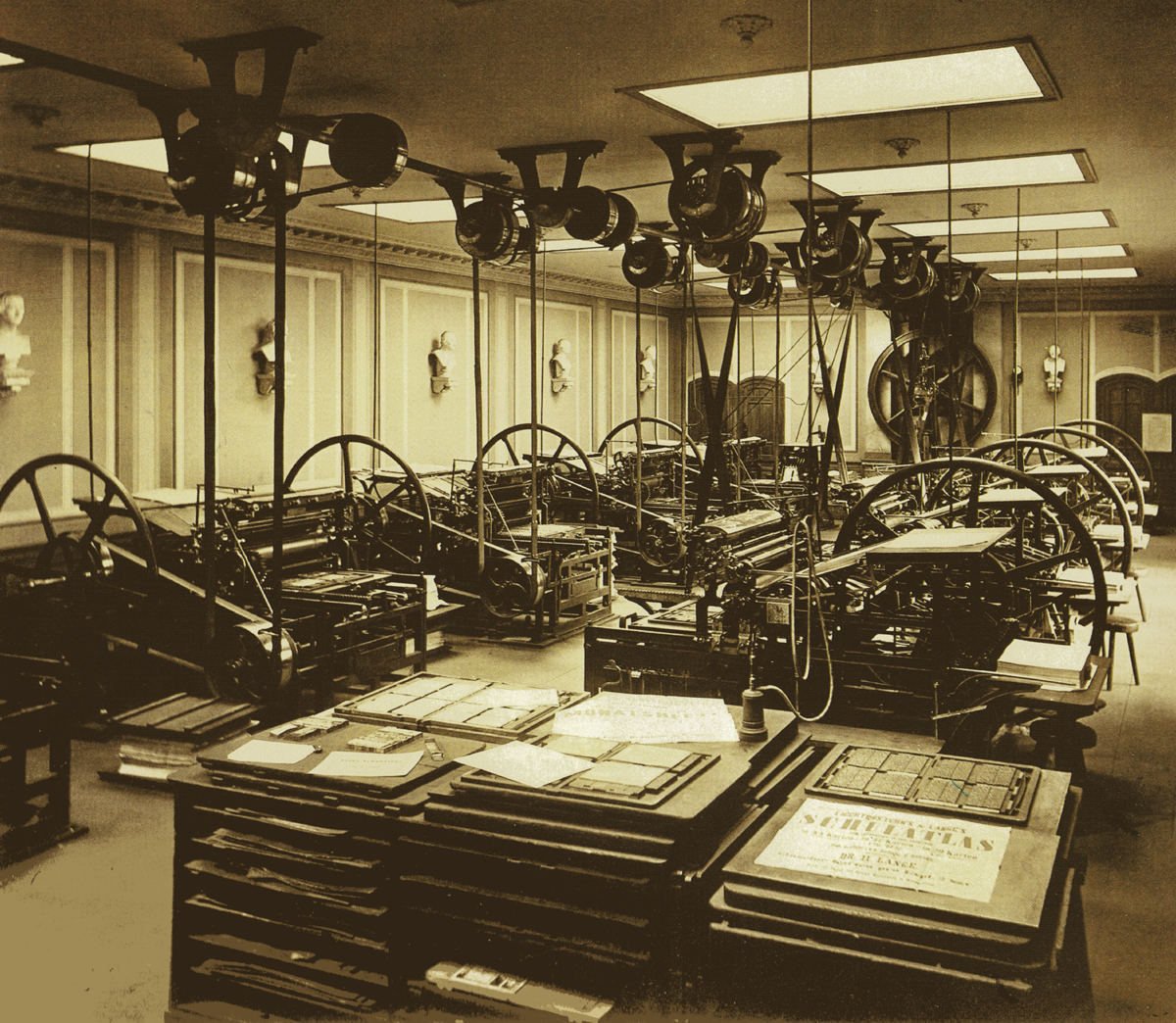
Druckerei Westermann, um 1890

1845 erweiterte Westermann den Verlag durch eine eigene Druckerei, in der er auch Kupferdrucke für Kartenwerke herstellen lassen konnte. Der Betrieb wurde für den später erscheinenden Atlas von Henry Lange mit einer Steindruckerei ergänzt. Die Druckerei wurde zunehmend vergrößert und mit 14 dampfgetriebenen Buchdruck-Schnellpressen ausgestattet, später wurde zudem eine Buchbinderei angeschlossen.

### Die Entwicklungen im Spartenprogramm

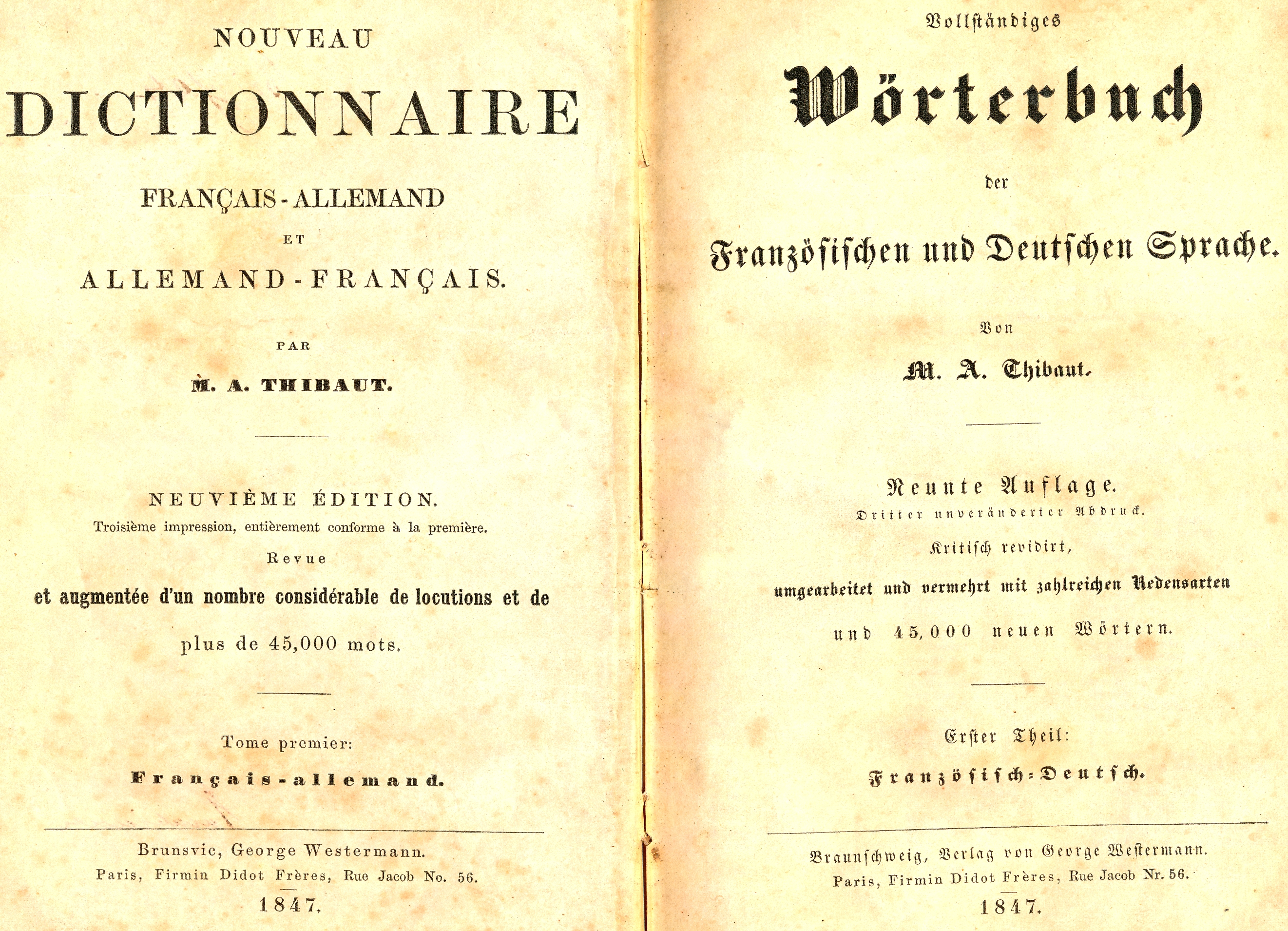
M. A. Thibaut: Vollständiges Wörterbuch der Französischen und Deutschen Sprache, ab 1846 erschienen bei George Westermann, Braunschweig (Doppel-Titelseite)

Der Verlag etablierte sich in der deutschen Verlagslandschaft insbesondere durch ein breites und anspruchsvolles Spartenprogramm, in dem viele Titel als Standardwerke ihrer Disziplin galten. Insbesondere die Titel der Geographie und der Geschichtswissenschaften sowie die verlegten Wörterbücher bildeten die Grundlage für den bis heute auf diesen Gebieten erfolgreichen Verlag.
1841 übernahm Westermann die Rechte am deutsch-französischen Wörterbuch von A. Molé, herausgegeben von Ferdinand A. Weber, vom Leipziger Verlag Tauchnitz und 1846 die Rechte am von Johann G. Haas herausgegebenen Standardwerk Vollständiges Wörterbuch der Französischen und Deutschen Sprache von M. A. Thibaut aus dem Melzer Verlag, die beide wirtschaftlich erfolgreich waren und die seitdem weitergeführte Sparte der Wörterbücher im Verlagsprogramm begründeten. Bis zum Jahr 1908 war der Thibaut in 150, der Molé in 77 Auflagen erschienen. Neben diesen beiden bedeutenden Wörterbüchern führte vor allem die Zusammenarbeit mit dem Lehrer Ludwig Herrig zum Erfolg in der Sprachensparte. Herrig gründete gemeinsam mit Heinrich Viehoff 1846 die Zeitschrift Archiv für das Studium der neueren Sprachen und Literaturen im Verlag Julius Theodor Baedeker, von dem sie 1849 von Westermann übernommen wurde, und publizierte kurz darauf mit The British Classical Authors eine erfolgreiche Darstellung der britischen Literaturgeschichte. Es folgte mit La France Littéraire eine Darstellung der französischen Literatur und zudem gab Herrig eine Reihe von englischen und französischen Textsammlungen für den Unterricht heraus, die den Grundstein für die sehr viel später im Westermann-Verlag publizierten Unterrichtssammlungen in englischer und französischer sowie später auch in lateinischer Sprache legten.

Diercke Weltatlas: Einband der 10. Auflage, 1887

Das erfolgreiche zweibändige Buch Philosophie der Erdkunde von Ernst Kapp erschien 1845. Es wurde 1868 durch die als erste systematische Darstellung der Geographie aufgefasste und dadurch sehr schnell zum Standardwerk der Geographie gewordene Vergleichende allgemeine Erdkunde in wissenschaftlicher Darstellung ergänzt. Durch den Erfolg bestärkt trat Westermann mit Theodor von Liechtenstern in Kontakt, um einen umfassenden Atlas für die Schulausbildung an Gymnasien zu gestalten. Liechtenstern starb, bevor er dieses Werk vollenden konnte und auf Empfehlung von Carl Ritter beauftragte Westermann den Kartographen Henry Lange mit der weiteren Arbeit am Atlas. Der erste Westermann-Atlas erschien 1853 unter dem Titel Schul-Atlas zum Unterricht in der Erdkunde. 1875 traf George Westermann erstmals auf den Schulrat Carl Diercke, der den Westermannschen Weltatlas dem Preußischen Kulturministerium als Unterrichtsgrundlage empfohlen hatte. Diercke hatte mehrere Ideen, mit denen er den Atlas weiter ausbauen und aktualisieren wollte und wurde Mitarbeiter des Westermann-Verlages. Sein Diercke-Weltatlas erschien erstmals 1883, vier Jahre nach dem Tod des Verlagsgründers, und avancierte seitdem zu einem der erfolgreichsten Produkte des Verlages.

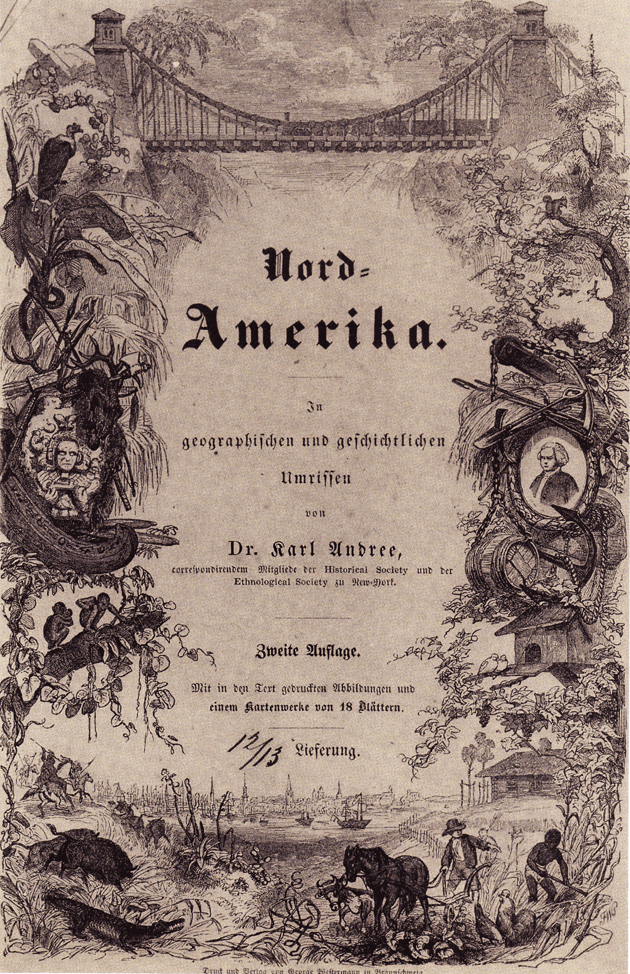
Nordamerika in geographischen und geschichtlichen Umrissen

Neben diesen Standardwerken publizierte Westermann allerdings auch viele wissenschaftliche Reiseberichte und geographische Darstellungen verschiedener Autoren. So erschien bei ihm 1854 das Werk Nordamerika in geographischen und geschichtlichen Umrissen des später aufgrund seiner rassistischen Ansichten umstrittenen Geographen und Publizisten Karl Andree. Als besonders abenteuerlich und zugleich wissenschaftlich werden die Tagebücher des Emin Pascha (eigentlich Eduard Schnitzer) beschrieben, die als Doppelband bei Westermann verlegt wurden. Finanziell weniger erfolgreich wurden beispielsweise Titel wie Die Nil-Zuflüsse in Abyssinien (1868) von Sir Samuel White Baker, die dreibändige Reise um die Welt (1861) des Zoologen Ludwig Karl Schmarda oder Reisen nach dem Nordpolarmeer von Theodor von Heuglin.
Im Bereich Geschichte bot Westermann bereits kurz nach der Verlagsgründung ein umfassendes Programm, um die vielfältigen Interessen des sich neu entwickelnden Bildungsbürgertums zu bedienen. Zu den wichtigsten Schritten dieser Richtung gehörte die Übernahme des Titels Allgemeine Weltgeschichte von den Anfängen der historischen Kenntnis bis auf unsere Zeit des Autors Karl von Rotteck aus dem Verlag Herder im Jahr 1839. Karl von Rotteck starb im Übernahmejahr, das umfangreiche Werk wurde von Karl Heinrich Hermes fortgeführt und durch den Maler und Grafiker Alfred Rethel mit aufwendigen Stahlstichen illustriert. Ein weiterer wichtiger Autor des Verlages im Geschichtsbereich wurde Johann Sporschil, der insgesamt zwölf Geschichtswerke bei Westermann verlegen ließ, darunter Der Dreißigjährige Krieg und Geschichte der Hohenstaufen. Mit dem 25-bändigen Gesamtwerk des britischen Historikers Thomas Macaulay war auch die britische Geschichte im Verlagsprogramm vertreten.
Das naturwissenschaftliche Programm des Verlages war von Beginn an, verglichen mit den Bereichen Geschichte und Geographie, dünn besetzt. Erwähnenswert sind hier vor allem das Werk Die Sonne 1872 des Astronomen Angelo Secchi, in dem erstmals ein Foto der Sonne mit Sonnenflecken enthalten war, fotografiert am 22. September 1870 in New York City.

### Westermann’s illustrierte deutsche Monats-Hefte

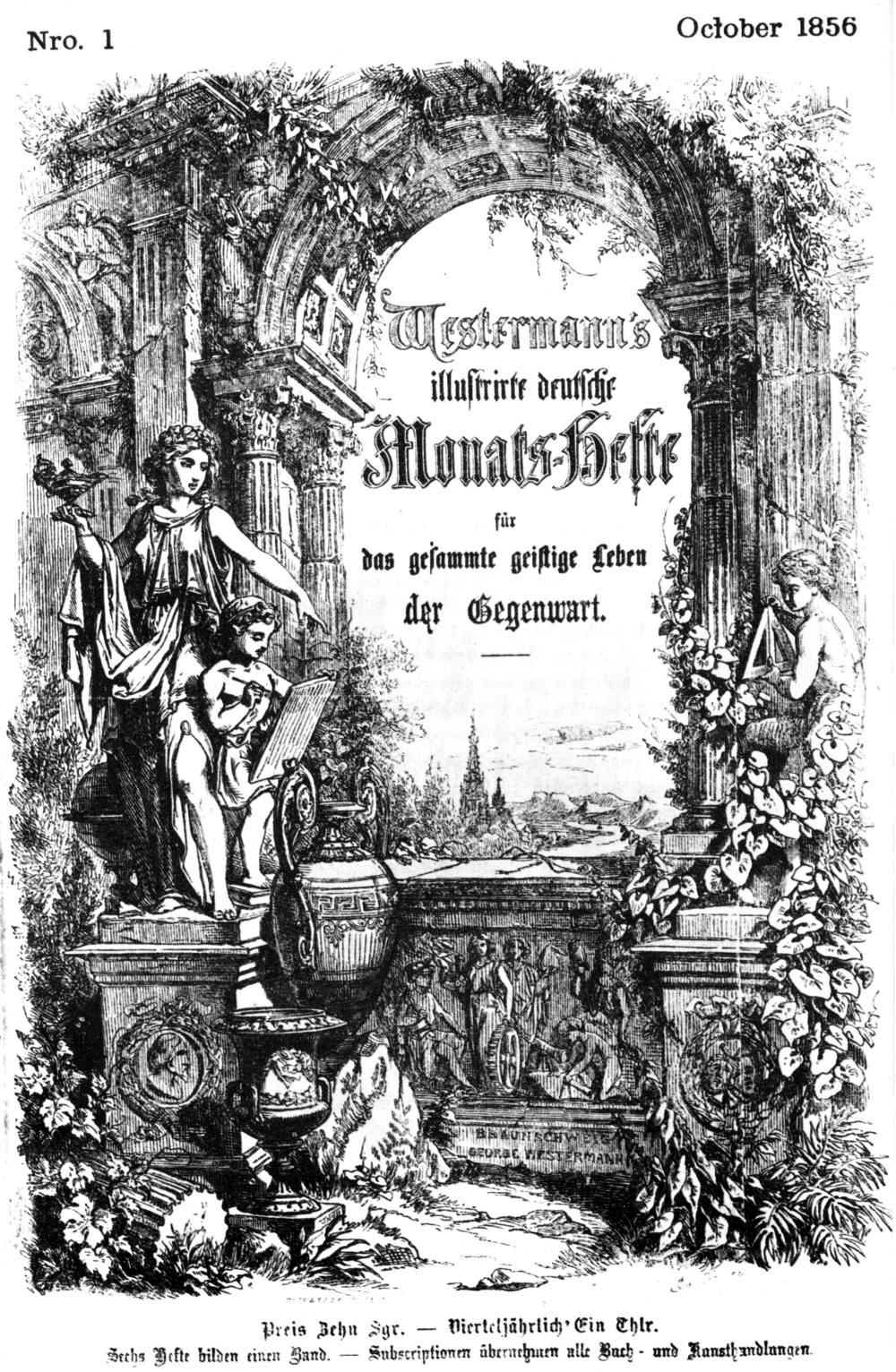
Westermann’s illustrirte deutsche Monats-Hefte für das gesamte geistige Leben der Gegenwart, Nr. 1, Oktober 1856

Im Jahr 1856 startete Westermann mit der Herausgabe der reich bebilderten Kulturzeitschrift „Westermann's illustrirte deutsche Monats-Hefte. Ein Familienbuch für das gesamte geistige Leben der Gegenwart“, mit der er eine Monatszeitschrift im Stil der ihm bekannten amerikanischen Harper's Monthly oder Illustrated London News etablieren wollte. Er schrieb dazu in einem Brief vom 5. Juli 1856:

„Ich will nämlich ein Journal gründen, welches vorzugsweise den culturhistorischen Interessen gewidmet ist. […] Bemerken Sie, daß wir uns nicht mit den strengen Fachwissenschaften beschäftigen, nicht mit Apparaturen und Handwerkszeugen der Gelehrten, sondern mit den Resultaten der Wissenschaft, soweit solche in des Volkes Leben übergehen können.“

Das Konzept der Monatshefte wurde vom Braunschweiger Journalisten Heinrich Boegekamp entwickelt, die Redaktionsleitung übernahm Adolf Glaser vom ersten Heft bis 1907. In dieser Zeit gewann Glaser eine Reihe wichtiger Autoren für die Zeitschrift und auch für den Buchverlag, darunter Marie von Ebner-Eschenbach, Friedrich Hebbel, Theodor Storm, Wilhelm Raabe, Theodor Fontane, Alfred Brehm, Paul Heyse und Justus von Liebig. Den Kern der Zeitschrift bildeten literarische Kurzgeschichten und Novellen, außerdem Reiseerzählungen sowie Artikel zu technischen Themen wie dem Eisenbahnbau, der Dampfschifffahrt oder dem Telefon. Die hochwertigen und reich illustrierten Artikel führten zu einem wirtschaftlichen Erfolg der Zeitschrift. Im ersten Jahr hatten die Monatshefte 3.000 Abonnenten, der Höchststand war 1960 mit 105.000 Abonnenten erreicht. 1987 erschien die letzte Ausgabe eines Monatsheftes.
Westermanns Anstrengungen waren nicht nur auf die deutschsprachigen Märkte beschränkt. Schon im Jahr 1851 gab er Henry Lange den Auftrag, einen Atlas für die Vereinigten Staaten von Amerika zu gestalten. Zudem veröffentlichte er in seinen Monatsblättern regelmäßig Beiträge zur Erschließung des „Wilden Westens“. Seinen jüngeren Bruder Bernhard Westermann schickte er nach New York City, um dort eine Niederlassung des Verlages zu gründen und den deutschsprachigen Einwanderern deutschsprachige Bücher und Zeitschriften anzubieten. Diese Zweigstelle wurde als B. Westermann & Co. am Broadway No. 289 gegründet, trennte sich aber bereits 1852 vom Stammverlag und wurde von Bernhard Westermann allein weitergeführt.

### Tod und Nachfolge

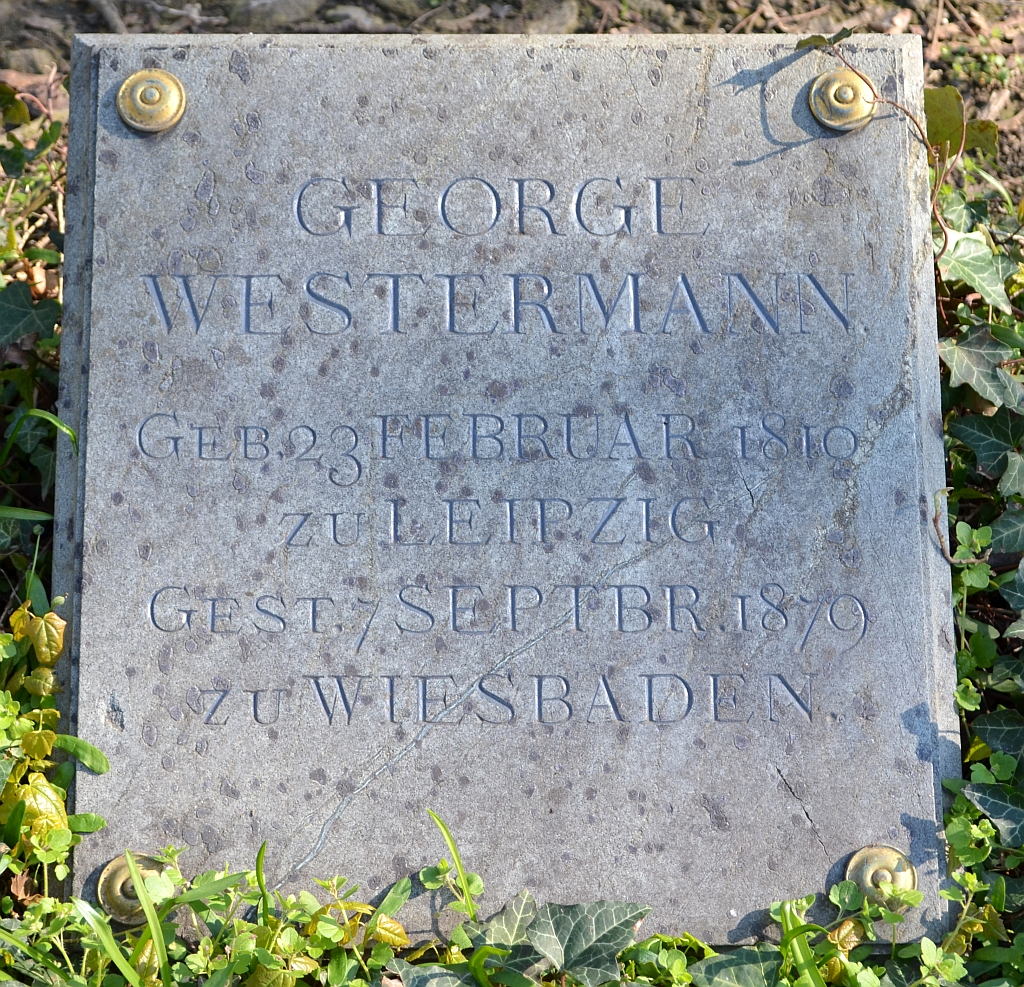
Grab auf dem Magnifriedhof.

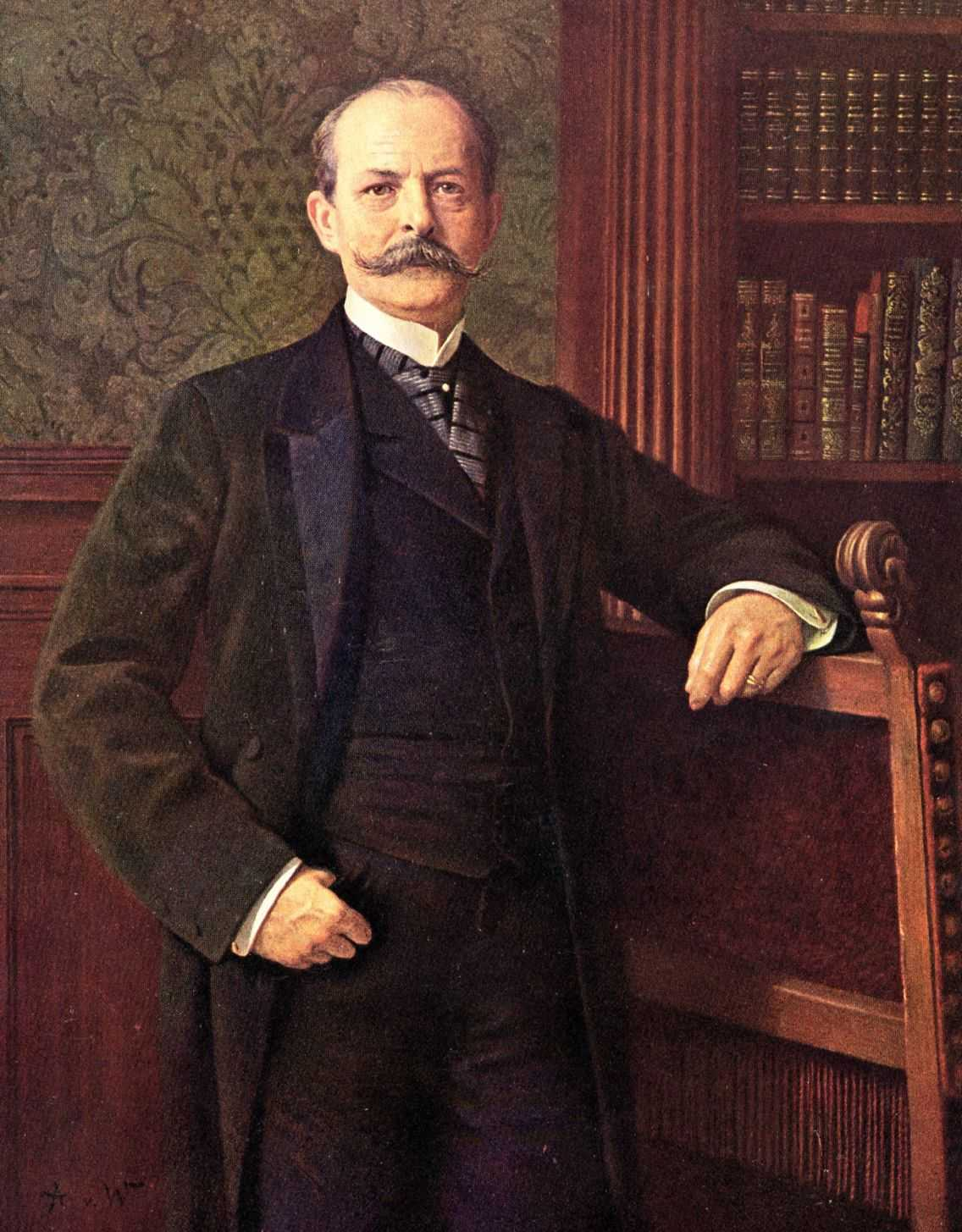
Friedrich Westermann

George Westermann starb am 7. September 1879, ein halbes Jahr nach seiner Frau Blanca, und wurde auf dem Braunschweiger Magnifriedhof beigesetzt. In der Leitung des Unternehmens folgte ihm sein damals 39-jähriger Sohn Friedrich Westermann, der erst gemeinsam mit den weiteren Erben und unter der Führung des Prokuristen Robert Brandt eine Offene Handelsgesellschaft (OHG) gründete. Friedrich Westermann hatte eine wissenschaftliche und kaufmännische Ausbildung im Buchwesen und wurde 1889 alleiniger Inhaber des Verlags. Unter seiner Leitung und später unter der Führung seines Sohnes Georg Westermann und dessen Nachfolgern wurde der Verlag auf der Grundlage des Diercke-Weltatlasses und weiterer erfolgreicher Lehrwerke zu einem der erfolgreichsten Schulbuchverlage. Neben Friedrich hatten George und Blanca Westermann noch drei weitere Kinder: Stephanie (1842–1930), Charlotte (1844–1919) und Carl (1848–1909).